# Peha
Peha — словацкая поп-рок группа, образованная в 1997 году в городе Прешове, Словакия. Является одной из самых популярных словацких музыкальных групп. Также пользуется большой популярностью в Чехии. Самый известный альбом — «Deň medzi nedeľou a pondelkom» (День между воскресеньем и понедельником). Тексты песен для группы, за некоторыми исключениями, пишет Владо Краус. Вокалисткой и соавтором музыки для группы является Катарина Кнехтова.

## История
Группа впервые выступила на сцене в апреле 1997 года. Первые работы выпускались при содействии Škvrna records. В 1998 году был подписан контракт с Sony Music Bonton, ныне Universal Music. В январе 1999 года песня «Diaľkové ovládanie» попала на радио и телевидение и через 2 месяца стала самой популярной песней в Словакии. Другим хитом стала песня «To sa Ti len zdá» и в сентябре 1999 года был выпущен первый альбом «Niečo sa chystá».
Летом 2000 года вместе с коллективом Nocadeň группа отправилась в турне и в ходе гастролей начала готовить свой второй альбом. Он был выпущен весной 2001 года и назван «Krajinou». Первым синглом стала композиция на песню «Hlava vinná, telo nevinné». В том же году Катарина Кнехтова получила премию Aurel в номинации за лучший вокал. В 2003 году вышел альбом «Experiment», пилотным синглом которого стала песня «Naoko spím», а также обратившие на себя внимание песни «Len tak ísť», «Hypnotická» и «Slnečná balada».
Весной 2004 года вместе с группой Chinaski Peha ездила на гастроли. Далее, в 2005 году и уже с новым лейблом Universal Music, они выпустили свой четвёртый студийный альбом под названием Deň medzi nedeľou a pondelkom. Основной его композицией стал сингл «Za tebou», принёсший в 2005 году Peha статуэтки премии Aurel в номинациях «лучшему вокалисту», «за лучшую композицию», «за лучший альбом» и «лучшей группе». В Словакии альбом был сертифицирован как платиновый, а в Чехии — золотой.
В ноябре 2006 года вместе с группой Kryštof Peha попадает в концертный тур Рубикон. Этому предшествует ретроспективный альбом Best Of, изданный лейблом Sony BMG. Кульминацией тура стал концерт, состоявшийся 12 сентября 2006 года на пражской арене T-Mobile с более чем 9000 зрителями. Завершился 2006 год со значительным увеличением поклонников группы среди населения Чехии.
В дополнение к этому, альбомы «Deň medzi nedeľou a pondelkom» и «Best Of» вывели рейтинг группы на 15-е место по статистике IFPI и композиции из них в течение девяти недель были в непрерывной ротации на чешских радиостанциях, а песня «Spomaľ» оставалась хитом номер один в течение 10 недель.
В начале 2007 года альбом «Deň medzi nedeľou a pondelkom» стал трижды «платиновым» на территории Чехии, так как было продано свыше 30 000 его экземпляров.
Группа выступала в музыкальной телепередаче в пражской Люцерне и о ней печатал журнал Music Awards в Пльзене. Весной того же года Peha выступала в чешских концертных залах и была очень хороша принята аудиторией, включая два концерта в пражской Палас Акрополис.
В 2007 году в словацком печатном издании «Правда» появилась статья, согласно которой коллектив и его основная вокалистка прекращают сотрудничество, Катарина Кнехтова начинает сольные выступления, а Peha продолжает своё творчество в чешской и словацкой поп-музыке.

## Состав
- Катарина Кнехтова — вокал, гитара, клавишные
- Karol Sivák — электрогитара
- Marek Belanský — бас-гитара
- Juraj Ondko — клавишные
- Martin Migaš — ударные

## Премии и награды
- 2001: Aurel — за лучший вокал
- 2005: Aurel — за лучший вокал; за лучшую песню; за лучший альбом — «Deň medzi nedeľou a pondelkom»; лучшему коллективу
- 2006: Aurel — за лучшую песню — «Spomal»
- 2007: Slávik — группа заняла 3-е место в своей категории
- 2007: Slávik — 2-е место в категории среди вокалистов

## Дискография
- 1999: «Niečo sa chystá» — CD
- 2001: «Krajinou» — лейблы Sony Music/Bonton, CD
- 2003: «Experiment» — лейблы Sony Music/Bonton, CD
- 2005: «Deň medzi nedeľou a pondelkom» — лейбл B&N Music, CD
- 2006: «Best Of» — лейбл Sony BMG, CD